# Juana Marta Rodas
Juana Marta Rodas (* 8. Februar 1925 in Itá, Departamento Central; † 7. August 2013 ebenda) war eine paraguayische Keramikkünstlerin.

## Leben und Werk
Juana Marta Rodas lebte in der Stadt Itá, die bekannt ist für Töpferei und scherzhaft Hauptstadt der Keramik  genannt wird. Rodas wurde von ihrer Großmutter Mara Balbina Cuevas und ihrer Mutter Juana de Jesús Oviedo in der Arbeit mit Keramik unterrichtet und gab ihrerseits ihre Kenntnisse und Fertigkeiten an ihre Tochter Julia Isídrez weiter.
In einem Umfeld, in dem traditionelle Keramikwaren wie Krüge oder Geschirr gefertigt werden, entwickelte Rhodas Figuren, die keinem Zweck dienen, von allen Diskursen losgelöst sind, zwischen traditionellem Handwerk und Moderne stehen und nur als ästhetische Objekte verstanden werden können.
Juana Marta Rodas und ihre Tochter Julia Isídrez nahmen an internationalen Ausstellungen im Museo del Barro, Asunción (1995, 1998, 1999, 2009), der Trienal de Chile (2009) und der Bienal do Mercosul in Porto Alegre (1999) teil. 1999 bekamen Rodas und Isídrez den Prinz-Claus-Preis und 2012 wurden die Keramikwerke auf der dOCUMENTA (13) in Kassel gezeigt.